# Prinia cooki
Prinia cooki (принія бірманська) — вид горобцеподібних птахів родини тамікових (Cisticolidae). Мешкає в Південно-Східній Азії.

## Таксономія
До 2019 року бірманська принія вважалася підвидом бурої принії, однак за результатами молекурярно-генетичного дослідження була визнана окремим видом разом з аннамською принією.

## Поширення і екологія
Бірманська принія поширена від центральної М'янми до крайнього заходу Таїланду і Лаосу і до провінції Юньнань в Китаї.